# Георги Бенковски (чешма)
Чешмата „Георги Бенковски“ е чешма – паметник, посветен на войводата Георги Бенковски, построен през 1971 г. в град Копривщица.
Съградена е по инициатива на Дирекцията на музеите – Копривщица. В горната част на фасадата, върху правоъгъла плоча, изработена от политан черен гранит, е издълбан надпис със следния текст:
| „ | На бунтовната слава и героичния повиг на Георги Бенковски. Признателна Копривщица. | “ |

Чешма „Георги Бенковски“ е съградена вградена в оградния зид, на къщата музей „Георги Бенковски“, на неговата южна страна, разположена на едноименната улица. Изградена е от куполообаразен сивозелен гранит, характерен за по-новите чешми и някои паметници. Като по правило фасадата не е обработена и е естествено грапава.
Традиционно коритото в основата на чешмата, предназначено за водопой на добитък, е издълбано във втори гранитен блок. Четириъгълната му вдлъбнатина е с остри ръбове. Размерите на коритото са: дълбочина – 12 см, предна ширина – 48 см, а задната – 50 см, лява ширина – 33 см, дясна – 30 см. Дъното е оформено гладко и има дренаж, свързан с градската канализация, който е покрит с метален капак със ситни отвори по него. Водата изтича от два масивни бронзови чучура, чиято дебелина варира, като стените в предния край са удебелени, но отворът им си остава постоянен. Външният диаметър на тръбите е 4 см, а вътрешният – 2 см.
От някои стари чешми в Коприцщица е зает моделът зад всеки един от чучурите да е монтирана кръгла, кована пластина, украсена с лъчи, изобразяващи слънцето. Към 2006 г. единият чучур липсва заедно с украсата зад него, а отворът е зазидан. Днес чешмата е реставрирана и щетите са отстранени.